# 態向量
在量子力學裏，一個量子系統的量子態可以抽象地用態向量來表示。態向量存在於內積空間。定義內積空間為增添了一個額外的內積結構的向量空間。態向量滿足向量空間所有的公理。態向量是一種特殊的向量，它也允許內積的運算。態向量的範數是1，是一個單位向量。標記量子態{\displaystyle \psi \,\!}的態向量為{\displaystyle |\psi \rangle \,\!}。
每一個內積空間都有單範正交基。態向量是單範正交基的所有基向量的線性組合：
{\displaystyle |\psi \rangle =c_{1}|e_{1}\rangle +c_{2}|e_{2}\rangle +\dots +c_{n}|e_{n}\rangle \,\!}；
其中，{\displaystyle |e_{1}\rangle ,\,|e_{2}\rangle ,\,\dots ,\,|e_{n}\rangle \,\!}是單範正交基的基向量，{\displaystyle n\,\!}是單範正交基的基數，{\displaystyle c_{1},\,c_{2},\,\dots ,\,c_{n}\,\!}是複值的係數，是{\displaystyle |\psi \rangle \,\!}的分量，{\displaystyle c_{i}\,\!}是{\displaystyle |\psi \rangle \,\!}投射於基向量{\displaystyle |e_{i}\rangle \,\!}的分量，也是{\displaystyle |\psi \rangle \,\!}處於{\displaystyle |e_{i}\rangle \,\!}的機率幅。
換一種方法表達：
{\displaystyle |\psi \rangle =(c_{1},\,c_{2},\,\dots ,\,c_{n})^{T}={\begin{pmatrix}c_{1}\\c_{2}\\\vdots \\c_{n}\end{pmatrix}}\,\!}。
在狄拉克標記方法裏，態向量{\displaystyle |\psi \rangle \,\!}稱為右矢。對應的左矢為{\displaystyle \langle \psi |\,\!}，是右矢的厄米共軛，用方程式表達為
{\displaystyle \langle \psi |=|\psi \rangle ^{\dagger }=(c_{1}^{*},\,c_{2}^{*},\,\dots ,\,c_{n}^{*})\,\!}；
其中，{\displaystyle \dagger \,\!}象徵為取厄米共軛。
設定兩個態向量{\displaystyle |\alpha \rangle =(a_{1},\,a_{2},\,\dots ,\,a_{n})^{T}\,\!}，{\displaystyle |\beta \rangle =(b_{1},\,b_{2},\,\dots ,\,b_{n})^{T}\,\!}。定義{\displaystyle |\alpha \rangle \,\!}內積{\displaystyle |\beta \rangle \,\!}為
{\displaystyle \langle \alpha |\beta \rangle =\sum _{i}\ a_{i}^{*}b_{i}\,\!}。
這內積的結果是一個複數。

## 性質
1）共軛複數
{\displaystyle |\beta \rangle \,\!}內積{\displaystyle |\alpha \rangle \,\!}是{\displaystyle |\alpha \rangle \,\!}內積{\displaystyle |\beta \rangle \,\!}的共軛複數：
{\displaystyle \langle \beta |\alpha \rangle =\langle \alpha |\beta \rangle ^{*}\,\!}。
2）歸一性
定義{\displaystyle |\alpha \rangle \,\!}內積{\displaystyle |\alpha \rangle \,\!}的平方根為{\displaystyle |\alpha \rangle \,\!}的範數，標記為{\displaystyle |\alpha |\,\!}。由於態向量滿足歸一性，態向量的範數必定等於1：
{\displaystyle |\alpha |={\sqrt {\langle \alpha |\alpha \rangle }}=1\,\!}。
3）柯西-施瓦茨不等式
柯西-施瓦茨不等式闡明：
{\displaystyle \langle \alpha |\beta \rangle ^{2}\leq \langle \alpha |\alpha \rangle \langle \beta |\beta \rangle \,\!}。